# Ладанник беловатый
Ладанник беловатый (лат. Cistus albidus) — вид цветковых растений рода Ладанник (Cistus) семейства Ладанниковые (Cistaceae).
Густой кустарник высотой от 40 до 150 см. Листья очередные, опушенные, 5—10 см в длину. Цветки розовые, 5—7 см в диаметре, одиночные или в группах. Цветёт с апреля по июнь. Имеет слабый ароматический запах.
Родиной является Средиземноморский бассейн, особенно Пиренейский полуостров (Португалия, Испания, Гибралтар, Франция, Корсика, Италия, Марокко), где растёт на богатых известью почвах.